# American Austin Car Company

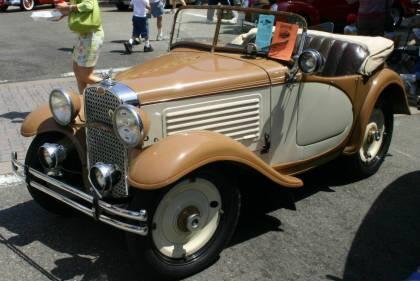
1931 American Austin

Ne doit pas être confondu avec Austin Automobile Company ou Austin Motor Company.
L'American Austin Car Company Inc. était une société de construction automobile américaine constituée dans l'État du Delaware. La société a été fondée le 23 février 1929 et a produit des voitures sous licence de la Austin Motor Company de Grande-Bretagne de 1930 à 1934, après que cette dernière ait demandé la protection de la loi sur les faillites. La société a été liquidée en 1935 et les actifs ont été acquis par Evans Operations, Inc., et une nouvelle société American Bantam Car Company a été constituée en juin 1936.

## Histoire
L'American Austin Car Company a été fondée en 1929, à Butler, en Pennsylvanie, dans des locaux qui avaient appartenu à la Standard Steel Car Company. Son intention était d'assembler et de vendre aux États-Unis une version de l'Austin 7, appelée American Austin. Après un premier succès, la Grande Dépression survint et les ventes tombèrent au point que la production fut suspendue. En 1934, la société déposa le bilan.
L'automobile a été conçue dans l'espoir de créer un marché pour les amateurs de petites voitures aux États-Unis. Les voitures avaient un moteur quatre cylindres en ligne de 747 cm3 consommant 5,9 L/100 km, et 1 litre entre les vidanges de 1 600 kilomètres. Elle atteignait 80 km/h dans le rapport de boîte de vitesses supérieur. Son style ressemblait aux petits modèles Chevrolet, avec des louvres de capot horizontaux genre Stutz- ou Marmon. La carrosserie fut conçue par Alexis de Sakhnoffsky (en) et réalisée par Hayes Body Company de Detroit. Le coupé était au prix d'une berline, et vendu pour 445 $, un peu moins qu'un V8 Ford roadster. La Grande Dépression rendit les voitures d'occasion plus attrayantes, de sorte que les ventes tombèrent.
Plus de 8 000 voitures ont été vendues au cours de la première (et la meilleure) année de ventes, mais les ventes chutèrent au point que la production fut suspendue en 1932. Elle redémarra en 1934 avec maintenant des carrosseries réalisées en interne, mais de nouveau arrêtée entre 1935 et 1937.
Environ 20 000 voitures ont été produites.
Au début des années 1960, la voiture a gagné de l'intérêt pour les hot rods, ainsi que pour les dragsters, l'empattement de 1 905 mm la rendant intéressante, même par rapport à l'Anglia.[citation nécessaire]

## Galerie

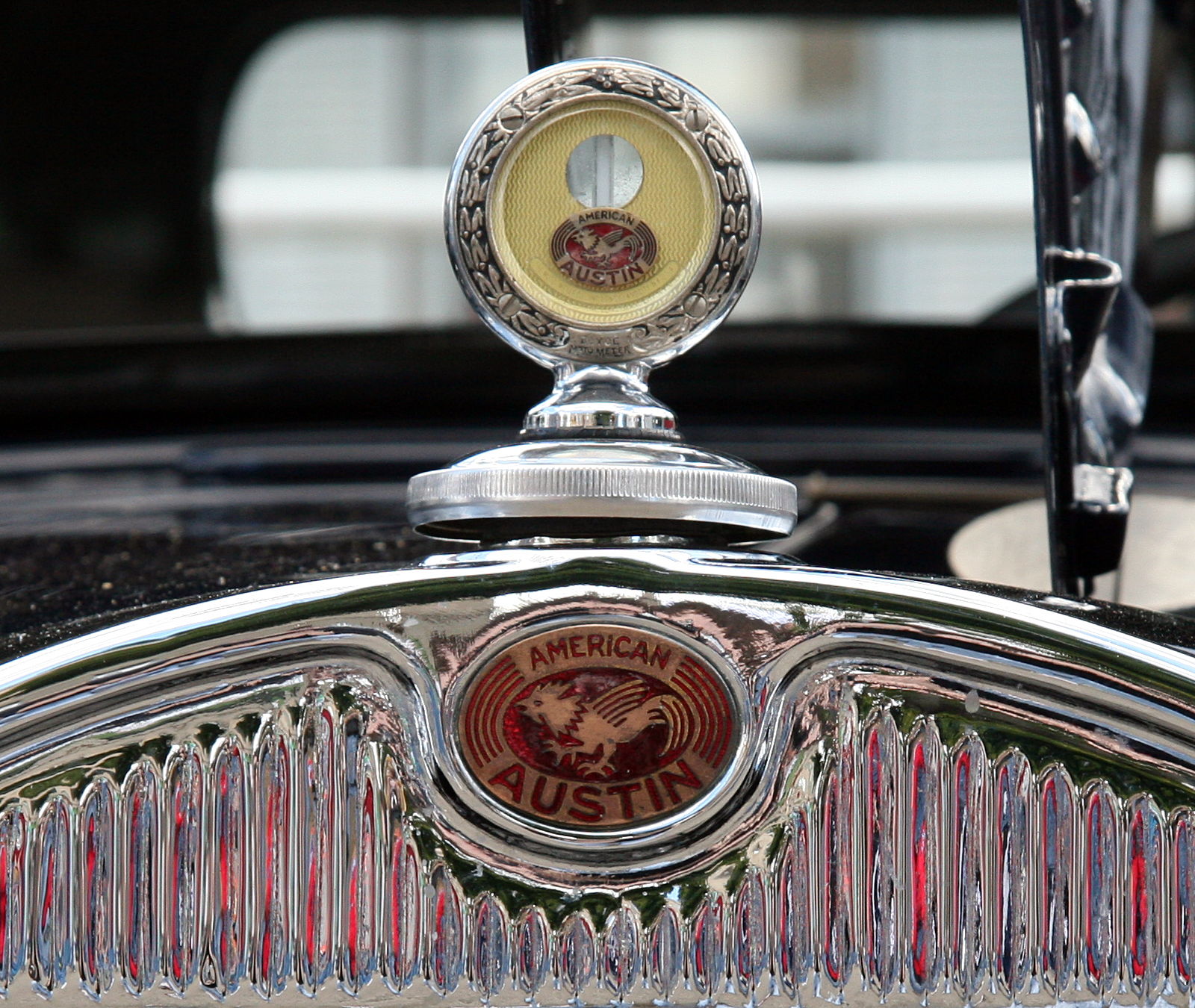
Un ornement de capot de l'American Austin